# 圭梅斯將軍縣 (查科省)

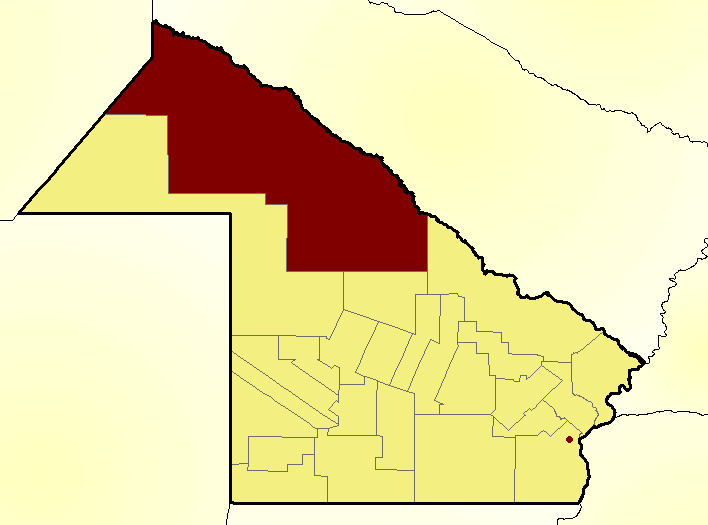

圭梅斯將軍縣（西班牙語：Departamento General Güemes），是阿根廷的縣份，位於該國北部查科省，首府設於胡安何塞卡斯特利，距離雷西斯滕西亞300公里，面積25,487平方公里，2010年人口67,132，人口密度每平方公里2.63人。